# Enzo Ybañez
Enzo Ybañez (Tigre, 29 agosto 1998) è un calciatore argentino, difensore del Sol de Mayo (V).

## Caratteristiche tecniche
È un terzino sinistro.

## Carriera
Cresciuto nelle giovanili dell'Argentinos Juniors, ha esordito in prima squadra il 30 luglio 2017 in occasione del match di campionato pareggiato 1-1 contro il Chacarita Juniors.